# Asuncion, Davao del Norte

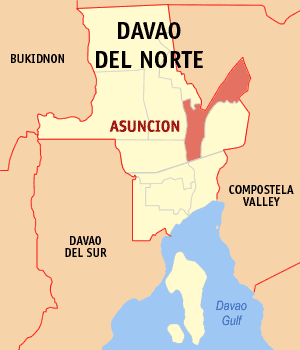
Bản đồ của Davao del Norte với vị trí của Asuncion

Asuncion là một đô thị hạng 2 ở tỉnh Davao del Norte, Philippines. Theo điều tra dân số năm 2000, đô thị này có dân số 60.383 người trong 11.975 hộ.

## Các đơn vị hành chính
Asuncion được chia thành 20 barangay.
| - Binancian - Buan - Buclad - Cabaywa - Camansa - Camoning - Canatan - Concepcion - Doña Andrea - Magatos | - Napungas - New Bantayan - New Santiago - Pamacaun - Cambanogoy (Pob.) - Sagayen - San Vicente - Santa Filomena - Sonlon - New Loon |

Năm 2004, các barangay Igangon, Kipalili, Sabangan, Sawata, Santo Niño, và Mamangan đã được chuyển qua đô thị mới lập San Isidro, Davao del Norte.